# Southland Records
Southland Records is een Amerikaans platenlabel voor jazz en blues. Het werd in 1948 in New Orleans opgericht door Joseph E. Mares (hij noemde zich ook Joe Mares, Jr.). Mares, zelf een klarinettist, organiseerde jamsessies in de bont- en huidenwinkel van zijn ouders, in de achterkamer. Later werden het opnamesessies. De opnames verkocht hij aanvankelijk aan andere labels, maar in 1948 besloot hij er zelf een te beginnen. Op deze jam- en opnamesessies speelden 'zwarte' en 'blanke' musici samen, wat in die tijd in het zuiden van Amerika opmerkelijk was. Mares bracht platen uit van onder meer Sharkey Bonano, Lizzie Miles, Johnny Wiggs, Paul Barbarin en George Lewis.
Eind jaren zestig verkocht hij het label aan een andere muziekliefhebber, George H. Buck, eigenaar van Jazzology Records. Buck gebruikte het label om ook blues uit te brengen, van onder meer Roosevelt Sykes, Furry Lewis, Robert Pete Williams, Williams Robertson en Willie Guy Rainey. Buck bracht de meeste Southland-opnames opnieuw uit op onder meer Jazzology en American Music. Jazzology gebruikt het label Southland Records voor de heruitgave op cd's.